# West Hanahai
West Hanahai is een dorp in het district Ghanzi in Botswana. De plaats telt 662 inwoners (2011).